# Nuuk Pride
Nuuk Pride je festival LGBT hrdosti konající se kažodoročně v červnu v grónském hlavní městě Nuuku. Pestrobarevná slavnost se kombinuje s politickými otázkami, koncerty, filmy, přehlídkami a různými akcemi podobného typu. Hlavním ohniskem celé události je Katuaq, centrum města. Vrcholem celého festivalu je celodennís pochod napříč městem. První festival čítal účast jednoho tisíce gayů, leseb, bisexuálů, translidí a jejich příznivců se zakončením plavby na alegorických lodích s duhovými vlajkami.

## Historie
Nuuk Pride se koná od roku 2010. Od té doby se také každý rok konu pochod napříč městem.